# Субхасиш Рой Чоудхури
Субхасиш Рой Чоудхури (англ.  Subhasish Roy Chowdhury; 27 сентября 1986, Калькутта, Индия) — индийский футболист, вратарь клуба «Черчилль Бразерс» и сборной Индии.

## Биография

### Клубная карьера
Начинал играть в футбольной академии как нападающий. Однажды в его команде не было вратаря, и его попросили встать в ворота из-за его телосложения и роста. Он неплохо сыграл в «раме» и, впоследствии, продолжил карьеру как вратарь.
В 2004 году перешёл в «Ист Бенгал», но сам сезон уже доигрывал в «Махиндра Юнайтед». В сезоне 2005/2006 вместе с ней выиграл чемпионат Индии.
В сезоне 2010/2011 перешёл в Демпо, за который впоследствии играл в Кубке АФК. Вместе с клубом он выиграл в том же сезоне бронзу, а уже сезон 2011/2012 стал для игрока «золотым».

### Карьера в сборной
Дебютировал за сборную против сборной Мальдив в 2008 году. Сыграл одну игру на Кубке вызова 2012 против КНДР.